# Forum libéral (Autriche)

Ancien logo du parti

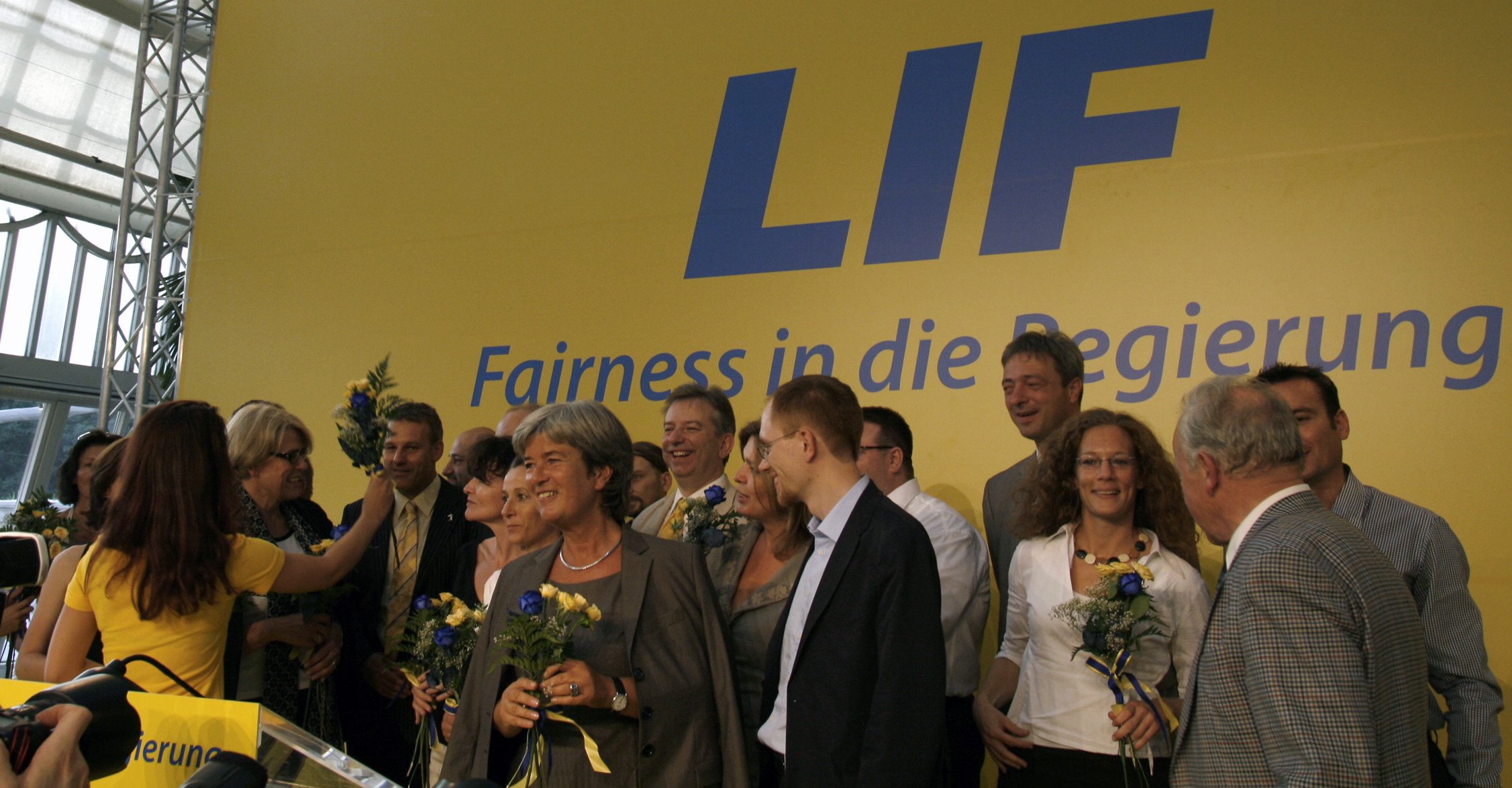
Un candidat du parti pour les élections de 2008

Le Forum libéral (en allemand : Liberales Forum, LIF, die Liberalen), était un parti politique autrichien de type libéral, membre du parti européen ELDR, qui en janvier 2014 a fusionné dans le NEOS - La nouvelle Autriche et le Forum libéral.
Il a été fondé le 4 février 1993, par cinq députés FPÖ, Klara Motter, Friedhelm Frischenschlager, Hans Helmut Moser, Thomas Barmüller et Heide Schmidt, issus de l'aile libérale du Parti, progressivement marginalisée sous l'ère Jörg Haider. La même année, le LIF remplace le FPÖ comme membre autrichien de l'Internationale libérale. Heide Schmidt est la première présidente du Parti.

## Histoire

### 1994-1999: l'ère Heide Schmidt
Aux législatives de 1994, le LIF se classe cinquième avec 6 % des voix. Néanmoins, la scission du LIF n'empêche le FPÖ, désormais ouvertement radicalisé, de progresser de 6 points, passant de 16,5 à 22,5 %. Le SPÖ et les conservateurs (ÖVP), malgré le recul enregistré, choisissent de poursuivre la Grande Coalition, ce qui confine les Libéraux à un rôle marginal.
Un an plus tard, le Nationalrat est dissous. Le LIF obtient 5,5 % des voix aux élections anticipées, loin derrière le FPÖ (22) mais devant les Verts (4,8 %). Aux européennes partielles de 1996, à la suite de l'adhésion de l'Autriche à l'UE, le LIF, qui mène une campagne résolument pro-européenne, ne dépasse que d'extrême justesse le seuil des 4 % (4,26) et obtient un seul siège. Aux élections présidentielles de 1998, marquées par l'absence de candidat social-démocrate, le LIF réalise le meilleur score de son histoire : 11,14 % pour Heide Schmidt.
L'année 1999 voit la disparition du LIF de la scène politique nationale : le parti n'obtient que 2,66 % aux européennes, 3,7 % au Nationalrat. Heide Schmidt quitte ses mandats et se retire de la politique.

### 1999-2008: la tentative de reconstruction

#### Traversée du désert et tentative d'alliance avec le SPÖ
Les années qui suivent voient le LIF perdre tous ses élus. Ainsi, à Vienne, jusque-là le grand bastion du parti avec 7,9 % des voix en 1996, le LIF chute à 3,4 % en 2001 et n'obtient pas de mandats. L'effondrement du LIF profite surtout aux Verts, dont le programme libertaire, pro-européen et volontiers libéral recoupe largement celui des Libéraux.
Le parti se lance alors dans une politique de renouvellement en plaçant à sa tête une nouvelle génération. Le dirigeant du LIF est alors Alexander Zach.
Cela n'empêche pas le LIF de n'obtenir que 1 % des voix aux législatives de 2002, qui voient la chute du FPÖ. En 2004, toutefois, l'ancienne présentatrice de l'ORF Karin Resetarits, élue aux européennes sur la liste anti-corruption de l'ex-député social-démocrate Hans-Peter Martin (14 % des voix), annonce peu après le scrutin qu'elle quitte le mouvement de celui-ci et adhère au groupe ADLE. Dans la foulée, elle adhère au Forum Libéral.
En 2006, Alexander Zach, soucieux d'accroître la visibilité du LIF, passe un accord avec Alfred Gusenbauer, qui a engagé le SPÖ dans la voie du réformisme. Les listes sociales-démocrates accueillent donc Zach en tant qu'apparenté. Le LIF a ainsi un élu au Nationalrat et un au Parlement européen. Le nom d'Heide Schmidt est même évoqué un temps pour le ministère de la Justice.

#### Élections législatives de 2008
Après l'annonce de la fin de la Grande Coalition d'Alfred Gusenbauer qui dirigeait l'Autriche depuis dix-huit mois, le LIF décide de se présenter sous ses propres couleurs. La tête de liste est Heide Schmidt, la fondatrice du parti, qui s'était retirée de la vie politique à la suite de la défaite de 1999. Elle fait campagne pour une coalition tripartite pro-européenne associant le LIF, les Verts et l'un des deux grands partis. La campagne est animée par l'homme d'affaires Hans-Peter Haselsteiner, magnat du bâtiment (groupe STRABAG) réputé pour ses idées progressistes. Les sondages confèrent entre 4 et 5 % au LiF, ce qui suffirait à lui accorder la représentation parlementaire.
Mais quelques jours avant le scrutin, Alexander Zach est accusé de mélanges des genres et d'emploi fictif dans le cadre de sa coopération avec la filiale hongroise de STRABAG. Zach démissionne aussitôt de toutes ses fonctions et Haselsteiner dément toute infraction au droit autrichien. Les derniers sondages ne traduisent aucun changement dans l'opinion publique, mais le soir du 29 septembre, le LIF totalise 1,9 % des voix. Heide Schmidt déclare l'échec du « projet LIF », considérant qu'il n'y a pas de place pour un parti authentiquement libéral et pro-européen en Autriche. Elle se retire définitivement de la vie politique, tout comme Haselsteiner.

### 2008-2014: marginalisation et fusion dans le NEOS
Le LIF choisit néanmoins de continuer sans sa fondatrice et refuse l'autodissolution. Une nouvelle direction est élue à la fin de l'année 2008, avec à sa tête Werner Becher. Il ne présente pas de liste aux élections européennes de 2009, Karin Resetarits, qui ne souhaite pas se représenter, ayant accordé sa signature non pas au LIF en tant que tel, mais aux JuLis, l'organisation de jeunesse du parti. Pour se présenter sous ses propres couleurs, le LIF aurait donc dû lancer une campagne pour obtenir 5 000 signatures d'électeurs contre sa propre organisation de jeunesse, et sans aucune chance d'obtenir des élus. La famille libérale autrichienne fut donc représentée par une liste JuLi-die Jungen Liberalen (Les Jeunes Libéraux.) qui n'obtient que 0,7 % des voix et annoncent leur constitution en forum indépendant du LiF puis leur soutien au projet de leur ex-chef de file de créer un parti "Libéral-démocrate". Les liens entre le LiF et les JuLis sont donc officiellement rompus.
Le 21 juin 2009, le congrès du parti (officiellement Assemblée des partenaires, réunissant 85 membres et invités) décide une modification des statuts. Le président Werner Becher démissionne pour raisons professionnelles, et le parti est dirigé par un présidium à la tête duquel se trouve la porte-parole, Angelika Mlinar. En janvier 2014, le parti a fusionné avec le NEOS, qui est alors rebaptisé NEOS - La nouvelle Autriche et le Forum libéral.

## Présidents
- Heide Schmidt (1993-2000)
- Christian Köck (2000)
- Friedhelm Frischenschlager (2000-2001)
- Alexander Zach (2001-2008)
- Heide Schmidt (2008)
- Werner Becher (2008-2009)
- Angelika Mlinar (2009-2014)

## Résultats électoraux

### Élections au Conseil national
| Année | Voix                         | Mandats                      | Rang                         | Gouvernement                 |
| ----- | ---------------------------- | ---------------------------- | ---------------------------- | ---------------------------- |
| 1995  | 5,5 %                        | 10 / 183                     | 4e                           | Opposition                   |
| 1999  | 3,6 %                        | 0 / 183                      | 5e                           | Extra-parlementaire          |
| 2002  | 1,0 %                        | 0 / 183                      | 5e                           | Extra-parlementaire          |
| 2006  | Un élu sur les listes du SPÖ | Un élu sur les listes du SPÖ | Un élu sur les listes du SPÖ | Un élu sur les listes du SPÖ |
| 2008  | 2,1 %                        | 0 / 183                      | 6e                           | Extra-parlementaire          |

### Élections européennes
| Année | Voix  | Mandats | Rang | Groupe |
| ----- | ----- | ------- | ---- | ------ |
| 1996  | 4,3 % | 1 / 21  | 5e   | ADLE   |
| 1999  | 2,3 % | 0 / 21  | 5e   |        |
| 2004  |       |         |      |        |
| 2009  |       |         |      |        |

## Ouvrages
- Lionel BALAND : Jörg Haider, le phénix. Histoire de la famille politique libérale et nationale en Autriche. Éditions des Cimes, Paris, 2012.  (ISBN 979-10-91058-02-5)